# Marquesado de Monsalud
El marquesado de Monsalud es un título nobiliario español, otorgado en 1762 por el rey Carlos III al ecijano Juan José Nieto Domonte, Golfín y Ortiz de Zúñiga, regidor perpetuo de Almendralejo, Caballero de la Orden de Santiago, señor de la villa y sierra de Monsalud.
Hasta 1886 los marqueses de Monsalud residieron en el Palacio de Monsalud de Almendralejo, construido en 1752 y situado en el centro del casco urbano, que actualmente es la sede del Ayuntamiento de la ciudad. También utilizaron como residencia en Sevilla el Palacio de los Domonte o de Villa Marín, también conocido como Palacio de Monsalud, situado en la calle Cardenal Cisneros, frente a la parroquia de San Vicente.
Los marqueses de Monsalud reciben el tratamiento de Ilustrísimo Señor o Ilustrísima por no tener este título la Grandeza de España.
De todas las personas que han ostentado este título, destacan especialmente dos por su repercusión histórica en España:
- Juan José Nieto y Aguilar, II marqués de Monsalud y VII marqués de Villa-Marín.
- María de la Concepción Nieto y Solano, III marquesa de Monsalud.
- Carlos Solano y San Pelayo, IV marqués de Monsalud.
- Mariano Carlos Solano y Gálvez, V marqués de Monsalud.
- Mariano Halcón y Gutiérrez de Acuña, VI marqués de Monsalud.
- Carlos Halcón y Sánchez-Arjona, VII marqués de Monsalud.
- Angela Halcón y Sánchez-Arjona, VIII marquesa de Monsalud.
- Bartolomé Sánchez-Arjona y Halcón, IX  marqués de Monsalud.
- María de las Mercedes Sánchez-Arjona y Halcón (f. en 2012), X marquesa de Monsalud.
- María de las Mercedes Llorente y Sánchez-Arjona (n. en 1969), XI marquesa de Monsalud (desde 2014).[2]